# 班特尔恩
班特尔恩是德国下萨克森州的一个市镇。总面积7.51平方公里，总人口1563人，其中男性777人，女性786人（2011年12月31日），人口密度208人/平方公里。